# Stomatella
Stomatella là một chi ốc biển, là động vật thân mềm chân bụng sống ở biển trong họ Trochidae, họ ốc đụn.

## Các loài
Các loài trong chi Stomatella gồm có:
- Stomatella articulata A. Adams, 1850[2]
- Stomatella auriculata Lamarck, 1816[3]
- Stomatella callosa (P. Fischer, 1871)[4]
- Stomatella capieri Poppe, Tagaro & Dekker, 2006[5]
- Stomatella doriae Issel, 1869[6]
- Stomatella gattegnoi Poppe, Tagaro & Dekker, 2006[7]
- Stomatella impertusa (Burrow, 1815)[8]
- Stomatella monteiroi Poppe, Tagaro & Dekker, 2006[9]
- Stomatella nigra Quoy & Gaimard, 1834[10]
- Stomatella orbiculata A. Adams, 1850[11]
- Stomatella planulata (Lamarck, 1816)[12]
- Stomatella stellata Souverbie, 1863[13]
- Stomatella sulcifera Lamarck, 1822[14]
- Stomatella varia (A. Adams, 1850)[15]